# Bathoceleus hyphalus
Bathoceleus hyphalus — викопний вид примітивних птахів родини дятлових (Picidae). Вид мешкав на Багамських островах у плейстоцені. Голотип UF 3209 знайдений у відкладеннях ракушника на острові Нью-Провіденс. Скам'янілість складається з частини посткраніального скелета (правий коракоїд) та датується віком 2,58 млн років. Голотип зберігається в Музеї штату Флорида.